# Calamus warburgii
Calamus warburgii là loài thực vật có hoa thuộc họ Arecaceae. Loài này được K.Schum. mô tả khoa học đầu tiên năm 1900.